# Jonas L.A. (саундтрак)
Jonas L.A. е третият саундтрак на американската група Jonas Brothers и единственият им издаден за Jonas L.A.. Издаден е на 20 юли 2010 и получава положителни отзиви, достигайки седма позиция в Billboard 200.

## Сингли
Първият сингъл от албума, „L.A. Baby (Where Dreams Are Made Of)“ е пуснат по Радио Дисни на 7 май и достига първа позиция в класацията „Top 30 Countdown“, ставайки единствения, стигнал първото място в тази класация. Издаден е във формат digital download в iTunes на 29 юни.
Останалите три сингъла, „Feelin' Alive“, „Chillin' In The Summertime“ и „Hey You“, излизат на съответно 11 юни, 3 юли и 9 юли. В класацията на Радио Дисни „Feelin' Alive“ достига шеста позиция, а „Hey You“ – пета. Към всяка една от песните, включително и „L.A. Baby“, има записани кратки видеоклипове с откъси от сериала.

## Отзиви и списък с песните
Стивън Томас Ърлуайн от Allmusic казва: „Може би се придържат към правилата повече, отколкото в Lines, но това е хубаво: позволяват си да се държат като деца, не възрастни, оказвайки се с шепа жизнен, искрящ поп.“

### Песни
| Номер | Заглавие                               | Епизод                  | Изпълнител                    | Времетраене |
| ----- | -------------------------------------- | ----------------------- | ----------------------------- | ----------- |
| 1     | „Feelin Alive“                         | „Band Of Brothers“      | Jonas Brothers                | 3:14        |
| 2     | „L.A. Baby (Where Dreams Are Made Of)“ | „House Party“           | Jonas Brothers                | 3:15        |
| 3     | „Your Biggest Fan“                     | „The Secret“            | Ник Джонас и Чайна Ан Маклейн | 3:00        |
| 4     | „Critical“                             | „The Flirt Locker“      | Ник Джонас                    | -           |
| 5     | „Hey You“                              | „America's Sweethearts“ | Jonas Brothers                | -           |
| 6     | „Things Will Never Be The Same“        | „Up in the Air“         | Jonas Brothers                | -           |
| 7     | „Fall“                                 | „Back to the Beach“     | Jonas Brothers                | -           |
| 8     | „Summer Rain“                          | „On The Radio“          | Джо Джонас                    | -           |
| 9     | „Drive“                                | „Direct To Video“       | Jonas Brothers                | -           |
| 10    | „Invisible“                            | „And...Action“          | Jonas Brothers                | -           |
| 11    | „Make It Right“                        | „Date Expectations“     | Джо Джонас                    | -           |
| 12    | „Chillin' In The Summertime“           | „A Wassabi Story“       | Jonas Brothers                | -           |
| 13    | „Set This Party Off“                   | „House Party“           | Jonas Brothers                | -           |

Удължено издание – сложете диска в компютър, за да отворите следните приложения
- Специална версия на песента „Critical“
- Пълни видеоклипове
- Текстовете на песните
- Откъс от изпълнението на Ник Джонас и Чайна Ан Маклейн

## Позиции в класации и издаване
Jonas L.A. дебютира в Billboard 200 на седма позиция с 32 000 продадени копия през първата си седмица и така става осмото участие на групата в тази класация. Общите продажби на албума в САЩ наброяват 736 000 копия, донасяйки му златен сертификат.
| Класация (2010)        | Позиция |
| ---------------------- | ------- |
| Billboard 200          | 7       |
| Топ 100 албуми Мексико | 49      |
| Топ 100 албуми Испания | 51      |
| Топ 150 албума Франция | 99      |

### История на издаванията
- Холандия – 16 юни 2010
- Полша – 19 юни 2010
- САЩ – 20 юни 2010
- Великобритания – 9 август 2010
- Австралия – 20 август 2010
- Германия – 3 декември 2010